# Ludwig Vincent Holzmaister
Ludwig Vincent Holzmaister (* 31. Juli 1849 in Mährisch Trübau; † 23. März 1923 in New York City) war ein US-amerikanischer Fabrikant und Mäzen.

## Leben und Wirken
Ludwig V. Holzmaister war zuerst in Wien als Handlungsbuchhalter tätig, bis er 1867 nach New York auswanderte. Er wurde ein erfolgreicher Fabrikant und international tätiger Geschäftsmann. Er unternahm mehrere Reisen, die ihn nach Japan, Indien, Birma, Tibet etc. führten. Dabei sammelte er zahlreiche wertvolle Kunst- und Kulturgegenstände. Seiner Heimatstadt fühlte er sich zeitlebens verbunden, und so schenkte er dieser seine  Sammlungen. Da keine entsprechenden Räumlichkeiten dafür bestanden, ließ er zwischen 1904 und 1906 ein repräsentatives Museumsgebäude errichten. In diesem wurden auch lokale, kulturelle Exponate und Urkunden gezeigt. Infolge der Nachkriegsereignisse sind viele Ausstellungsgegenstände abhandengekommen.